# أورفيوس الأسود (فلم)
أورفيوس الأسود (بالإنجليزية: Black Orpheus) هو فيلم كوميدي تم إنتاجه في البرازيل وفرنسا وصدر في سنة 1959.

## ترشيحات وجوائز
| السنة | الحدث  | الفئة           | النتيجة  |
| ----- | ------ | --------------- | -------- |
|       | أوسكار | أفضل فيلم أجنبي | فـــــوز |

## وصلات خارجية
- مقالات تستعمل روابط فنية بلا صلة مع ويكي بيانات